# 華盛頓縣 (馬里蘭州)
華盛頓縣（英語：Washington County）是美国马里兰州西部的一個縣，北鄰宾夕法尼亚州，南鄰弗吉尼亚州，面積1,211平方公里。根據2020年美國人口普查，共有人口15萬4,705人。縣治黑格斯敦（Hagerstown）。該縣成立於1776年，縣名紀念首任美国总统乔治·华盛顿。